# عيسى بن علي البغدادي
عيسى بن علي البغدادي وتُشير له بعض المصادر باسم عيسى بن علي المتطبّب، كان طبيب المتوكل على الله والمعتمد العباسي، وهو من تلاميذ حنين بن إسحاق. تختلف المصادر في تاريخ ميلاده ووفاته، فيذكر كتاب «معجم المؤلفين» لعمر كحالة بأنهُ كان حيًا قبل 260 هـ الموافق 873 م، أما كتاب «هدية العارفين» إسماعيل باشا البغدادي فيذكر بأنه وُلد في 281 هـ الموافق 895 م، وُتوفي في 358 هـ الموافق 968 م. ويُرجح القول بصحة ما ذكر عمر كحالة، وذلك لأنَّ عيسى كان من تلاميذ حنين بن إسحاق بإجماع المصادر، والذي توفِّيَ عام 260 هـ الموافق 873 م.
صنّف عدة مؤلفات، منها: «المنافع التي تُستفاد من أعضاء الحيوان» و«السموم مقالتان».
نالت الباحثة الإيطالية لوسيا راجيتي (Luccia Raggeti) درجة الدكتوراه من المعهد الجامعي الشرقي بنابولي على تحقيق كتاب «المنافع التي تُستفاد من أعضاء الحيوان» في أبريل سنة 2012 م.